# Jean-Louis Billon
Pour les articles homonymes, voir Billon.
Jean-Louis Billon, né le 8 décembre 1964 à Bouaké, est un homme politique et homme d'affaires ivoirien. Il est ministre du Commerce du 22 novembre 2012 au 10 janvier 2017.

## Jeunesse et formation
Jean-Louis Billon est le fils de Pierre Billon, fondateur de la Société immobilière et financière de la Côte africaine (SIFCA), un important groupe agro industriel ivoirien actif sur les marchés de l’huile de palme, du caoutchouc et du sucre.
Il connaît une enfance typique de la jeunesse dorée d'Abidjan dans les années 1960 et 1970 et fait ses études primaires au Nid de Cocody à Abidjan puis ses études secondaires au Collège moderne d’Abidjan II puis au pensionnat de Bingerville. En classe de seconde, il part poursuivre ses études secondaires en France.
Il obtient une maîtrise en droit des affaires à l’université de Montpellier ainsi qu’un diplôme de l'Institut des hautes études de Défense nationale (IHEDN). Il part ensuite aux États-Unis pour un master en affaires internationales à l'université de Floride. Il rencontre en Floride en 1992 sa future femme, Henriette Gomis (dont le père est Charles Gomis est un haut diplomate sous le président fondateur Houphouët-Boigny et éphémère ministre des Relations extérieures en 2000 sous le général Robert Gueï), avec laquelle il se marie en 1994.
Il commence sa carrière dans le Wisconsin en tant que directeur des ventes de la société Grace Cocoa.

## Vie politique et économique
En 1995 il rentre en Côte d'Ivoire et intègre le groupe familial SIFCA comme secrétaire général cette même année. À la mort de son père en 2001, il prend la tête du groupe.
Jean-Louis Billon est le PDG du plus grand groupe et privé en Côte d'Ivoire et l'une des personnes les plus riches du pays.
Il est président de la chambre de commerce et d'industrie de Côte d'Ivoire de 2002 à 2012.
Sur le plan politique, en 2001, Billon est élu maire sans étiquette de la commune de Dabakala, la commune dont son père est originaire un fauteuil qu'il occupe jusqu'à son élection à la présidence du conseil régional du Hambol, en 2013.
En 2004, la décision du président Laurent Gbagbo d'octroyer le premier terminal à conteneurs du port d’Abidjan au groupe Bolloré et non à une de ses entreprises provoque la rupture avec celui-ci.
Opposant à Laurent Gbagbo, il est exfiltré d'Abidjan dans des conditions rocambolesques par un commando de militaires français après avoir exhorté ses homologues entrepreneurs de ne pas effectuer le règlement de l’échéance fiscale du 15 décembre à un gouvernement désormais sans légitimité depuis le scrutin présidentiel ayant donné la victoire à Alassane Ouattara.
Le novembre 2012, il entre au gouvernement comme ministre du Commerce, de l'Artisanat et de la Promotion des PME, où il plaide pour la bonne gouvernance, la lutte contre les monopoles et la corruption et dénonc la victoire du groupe Bolloré sur le port d’Abidjan, même si sa position était fragilisée par les intérêts de son propre groupe. Il devient ensuite ministre du Commerce, jusqu'en janvier 2017, date à laquelle il quitte le gouvernement. Il se rapproche alors du Parti démocratique de Côte d'Ivoire (PDCI) et s'en fait le porte-parole.
Ce rapprochement déclenche la colère au sein du Rassemblement des républicains (RDR). Le 12 juillet 2017, il est suspendu de ses fonctions de président du Conseil régional du Hambol à la suite d'un décision du Conseil des ministres sous prétexte qu’il avait été élu sous la bannière du RDR.
En 2020, il présente sa candidature à l'investiture du PDCI à l'élection présidentielle avant de renoncer en juin 2020 et de se résigner à apporter son soutien au candidat du parti depuis les années 90, Henri Konan Bédié.
En mars 2021, il bat le député sortant Aboubacary Coulibaly en obtenant 47,64% des suffrages, ce que les observateurs considèrent comme une petite prouesse dans une région acquise depuis des années au RDR du président Alassane Ouattara.
En octobre 2021, Jean-Louis Billon annonce sa candidature à l'élection présidentielle prévue pour 2025,. Le 26 octobre 2024, il réaffirme sa candidature à l'élection présidentielle. Billon abandonne sa nationalité française et cette mesure est effective dans un décret du 7 mars 2025,.

## Bilan de son action ministérielle
Durant son premier mandat, il définit un cadre institutionnel et réglementaire relatif aux activités de l’artisanat d’une part, et aux PME d’autre part. Il est notamment à l’origine du projet Phoenix, visant à promouvoir la création, le suivi et le développement de ces dernières, dans une volonté permanente de promouvoir le secteur privé, valoriser les entreprises africaines et accélérer le développement économique de la Côte d'Ivoire.
Diverses autres actions ont été menées sous la direction de Jean-Louis Billon. Parmi elles la poursuite de la réhabilitation du Centre artisanal de Grand-Bassam, la création du premier Marché ivoirien de l’artisanat (MIVA), la construction de casses modernes (San Pedro, N’Dotré) ou encore le projet de lancement de l’Agence des PME, comprenant la mise en place d’un fonds de garantie et d’incubateurs d’entreprises.

## Autres postes
Jean-Louis Billon est nommé conseiller économique et social en 2001, vice-président de la chambre régionale UEMOA en 2002 et vice-président pour l’Afrique de l’Ouest de la Conférence permanente des chambres consulaires africaines et francophones en 2004.
Le 13 décembre 2007, Jean Louis Billon prend la tête du Comité national de soutien aux Éléphants de Côte d'Ivoire, dont il démissionne le 27 juin 2010 après la campagne du mondial sud-africain.

## Distinctions
- Légion d'honneur française
- Officier de l'ordre du mérite ivoirien
- Commandeur dans le mérite sportif ivoirien
- Chevalier de l'ordre du Mérite congolais